# Philippe Sassoon
Philippe Sassoon, né le 3 juillet 1913 à Beyrouth et mort 13 décembre 1983 à Sanary, est un résistant français, Compagnon de la Libération.

## Biographie
Né d'un père exportateur, il grandit au Caire et en Syrie, fréquentant seulement des écoles françaises. Il passe dans la clandestinité en 1941, passe la frontière palestinienne pour rejoindre les Forces françaises libres et s'engage avec son frère comme légionnaires de 2e classe dans la 13e Demi-Brigade de Légion Étrangère (13e DBLE) à Damas. Il est promu sous-lieutenant et devient médecin auxiliaire.
Il est naturalisé français en 1948.

## Décorations
- Officier de la Légion d'honneur
- Compagnon de la Libération par décret du 7 mars 1945[1]
- Croix de guerre 1939–1945 (4 citations)